# Karl Christ
Karl Christ (ur. 15 czerwca 1897, zm. ?) – niemiecki as myśliwski z czasów I wojny światowej, z 5 potwierdzonymi zwycięstwami powietrznymi. Pułkownik, dowódca Sturzkampfgeschwader 3 w czasie II wojny światowej.

## Życiorys
Służbę w lotnictwie rozpoczął w 1915 roku. Po przejściu szkolenia w Fliegerersatz Abteilung Nr 6 służbę liniową rozpoczął w KG6, następnie w Kagohl 5. Został odznaczony Krzyżem Żelaznym I i II kl. Od 1917 roku został przeniesiony jako pilot do jednostki bombowej Bogohl 2, a od grudnia 1917 roku przeniesiono go do dowodzonej przez Emila Thuya eskadry myśliwskiej Jagdstaffel 28, w której służył do zakończenia wojny.
W czasie II wojny światowej służył w stopniu pułkownika w Luftwaffe. Pełnił funkcję dowódcy kilku dywizjonów szturmowych:
- w okresie od 1 kwietnia do 1 września 1941 roku dowodził dywizjonem szturmowym Sturzkampfgeschwader 3[1]. W tym okresie jednostka walczyła w Grecji oraz w Libii.
- od 17 maja 1943 do 18 października 1943 – Sturzkampfgeschwader 151[2]
- od 18 października 1943 do 7 grudnia 1944 – Schlachtgeschwader 151.

## Odznaczenia
- Krzyż Niemiecki w Złocie – 15 czerwca 1942
- Krzyż Żelazny I Klasy
- Krzyż Żelazny II Klasy